# Brenda Ryman
Pour les articles homonymes, voir Ryman.
Brenda Edith Ryman, née le 6 décembre 1922 à Bristol et morte le 20 novembre 1983, est une universitaire et biochimiste britannique. Elle est professeure à la faculté de médecine de l'hôpital de Charing Cross, à Londres de 1972 à 1983, et principale du Girton College, à Cambridge, de 1976 à 1983.

## Biographie
Brenda Ryman fait ses études secondaires à la Colston's Girls' School de Bristol. Elle s'inscrit au Girton College et prépare un diplôme de sciences naturelles qu'elle obtient en 1943. Elle participe à l'effort de guerre durant deux ans, dans le laboratoire Glaxo, puis elle poursuit ses études à l'université de Birmingham, où elle obtient un doctorat en 1948. Elle se marie en 1948 avec un médecin, Harry Barkley, le couple a deux enfants. Elle est enseignante à la faculté de médecine du Royal Free Hospital de 1948 à 1972. Elle est nommée professeure de biochimie à l'hôpital de Charing Cross en 1972. 
Elle est principale de Girton College de 1976 jusqu'à sa mort en 1983, tout en gardant son poste à l'hôpital de Charing Cross. 
Un symposium en son honneur est organisé le 22 septembre 1983 à la faculté de médecine de l'hôpital de Charing Cross. Elle meurt le 20 novembre 1983. Mary Warnock lui succède à la tête de Girton College.